# Бельтюкова Клавдія Гнатівна
Кла́вдія Гна́тівна Бельтюко́ва (до шлюбу Повстянко) (*1 (14) червня 1900, Теплик — † 21 червня 1971, Київ) — українська біолог, доктор біологічних наук (з 1959 року), професор (з 1961 року). Лауреатка премії імені Данила Заболотного АН УРСР (за 1976 рік).

## Біографічні відомості
Народилася 1 (14 червня) 1900 року у містечку Теплик (нині селище міського типу Вінницької області). Батько — працівник фінвідділу, помер 1938 року, у матері було, крім Клавдії, ще дві доньки.
У 1918–1923 роках працювала (з перервами) в Кам'янці-Подільському в статистичному бюро та у фінансовому відділі. 1923 року закінчила Кам'янець-Подільський інститут народної освіти (нині Кам'янець-Подільський національний університет).
У 1927–1928 роках працювала в Київському окружному статистичному бюро. 1930 року була асистенткою Гірничого інституту, у 1931–1934 роках — науковою співробітницею Інституту махорочної промисловості.
Від 1934 року працювала в Інституті мікробіології АН УРСР. У 1937–1941, 1944–1970 роках — завідувачка відділу бактерій рослин, у 1970–1971 роках — старший науковий співробітник-консультант.
Під час Німецько-радянської війни перебувала в евакуації. У 1941–1943 роках працювала на військовому заводі № 235 у місті Воткінську (Удмуртія), у 1943–1944 роках — бактеріологом Мечниковського санітарно-бактеріологічного інституту в Харкові.

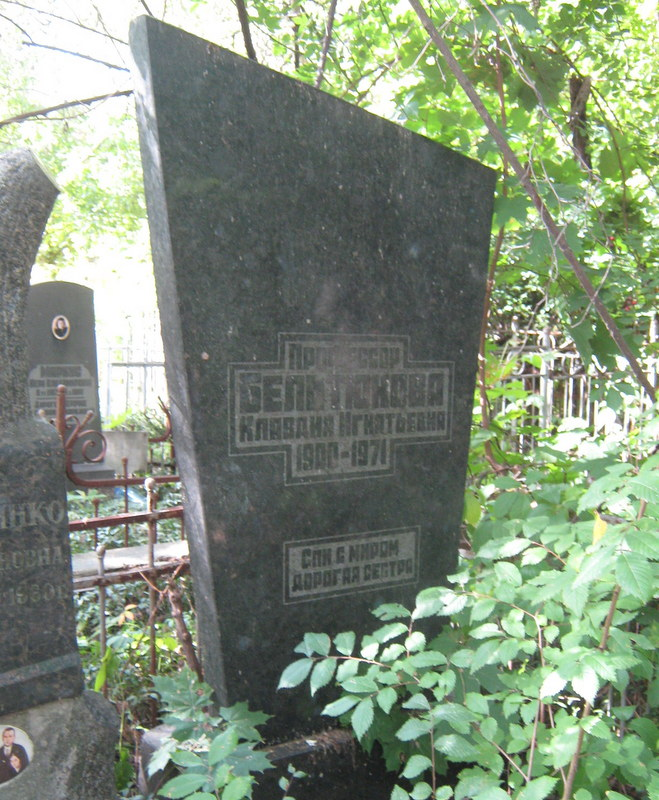
Могила Клавдії Бельтюкової

Померла 21 червня 1971 року. Похована в Києві на Байковому кладовищі.

## Наукова діяльність
Досліджувала хвороби махорки й тютюну, зокрема рябуху. З'ясувала джерела інфекції, вплив добрив на стійкість рослин до цієї хвороби.
Досліджувала бактеріози картоплі, зернових, бобових, каучуконосів і овочевих культур.
Результатом роботи з гомозу бавовни став запропонований Бельтюковою метод боротьби з внутрішньою зараженістю гомозом насіння бавовни.
Як педагог підготувала 3 докторів та 12 кандидатів наук, серед учнів — Гвоздяк Ростислав Ілліч, Куликовська Марія Дмитрівна, Матишевська Марія Степанівна, Скрипаль Іван Гаврилович.

### Праці
- Бактериальные болезни каучуконосов. — К., 1952.
- Бактериальные болезни многолетних бобовых трав. — К., 1954.
- Хвороби багаторічних бобових трав та їх визначення. — К., 1959 (співавтор).
- Бактеріальні хвороби квасолі. — К., 1961.
- Аренарин и его применение. — К., 1962 (співавтор).
- Бактериальные болезни растений и меры борьбы с ними. — К. 1968 (співавтор).
- Шкідники та хвороби сільськогосподарських рослин. — К. 1969 (співавтор).
- Бактериальные болезни зернобобовых культур. — К. 1974 (співавтор).